# Glenwood, New Mexico
Glenwood är en ort i Catron County i delstaten New Mexico, USA.